# Farrel Octaviandi
Farrel Octaviandi (* 4. Oktober 1988) ist ein ehemaliger indonesischer Leichtathlet, der sich auf den Sprint spezialisiert hat.

## Sportliche Laufbahn
Erste internationale Erfahrungen sammelte Farrel Octaviandi im Jahr 2010, als er bei den Asienspielen in Guangzhou in 39,87 s den fünften Platz mit der indonesischen 4-mal-100-Meter-Staffel belegte. Im Jahr darauf schied er bei der Sommer-Universiade in Shenzhen mit 22,59 s in der ersten Runde im 200-Meter-Lauf aus und verpasste zuvor bei den Asienmeisterschaften in Kōbe mit 40,52 s den Finaleinzug mit der Staffel. Daraufhin startete er mit der Staffel bei den Südostasienspielen in Palembang und siegte dort in 39,91 s. 2015 kam er bei den Militärweltspielen im südkoreanischen Mungyeong mit 10,84 s nicht über die Vorrunde im 100-Meter-Lauf hinaus und gelangte auch mit der Staffel mit 41,15 s nicht ins Finale. Im September 2016 bestritt er in Bogor seinen letzten offiziellen Wettkampf und beendete daraufhin seine aktive sportliche Karriere im Alter von 27 Jahren.

## Persönliche Bestzeiten
- 100 Meter: 10,59 s, 29. März 2011 in Surabaya
- 200 Meter: 22,59 s (+1,1 m/s), 18. August 2011 in Shenzhen